# Cambio climático en Gambia
El cambio climático en Gambia está teniendo impactos en el medio ambiente natural y la gente de Gambia, África. Al igual que otros países de África occidental, se espera que los impactos del cambio climático sean variados y complejos. La adaptación al cambio climático va a ser importante para lograr los Objetivos de Desarrollo Sostenible en el país.

## Impactos en el medio ambiente natural
El clima del Sahel hace que la ecorregión sea particularmente vulnerable a los cambios en el agua. Se espera que el cambio climático aumente o provoque tormentas de viento, inundaciones, sequías, erosión costera e intrusión de agua salada más severas.

## Impactos en las personas

### Impactos económicos
La agricultura representa el 26% del PIB y emplea al 68% de la población activa. Gran parte de la agricultura se alimenta de lluvia, por lo que los cambios en las precipitaciones tendrán impactos significativos. En 2012, la sequía y el aumento de los precios de los alimentos provocaron una crisis alimentaria en la región. Los productores de arroz cerca de la costa también están experimentando una intrusión de agua salada . 
Las pesquerías también son vulnerables, y los cambios en los lugares de reproducción de las especies pesqueras costeras ejercen una presión adicional sobre las prácticas pesqueras ya insostenibles.
La infraestructura ya está sufriendo grandes pérdidas por inundaciones y tormentas de viento. Por ejemplo, las inundaciones urbanas en 2020 dañaron gravemente al menos 2371 casas y destruyeron cultivos.

## Mitigación y adaptación

### Políticas y legislación
Gambia ha publicado un Plan de acción prioritario sobre el cambio climático que se centra en 24 actividades intersectoriales.

### Cooperación internacional
El Programa de las Naciones Unidas para el Medio Ambiente inició un proyecto de 20,5 millones de dólares en asociación con el Gobierno de Gambia para restaurar los bosques y las tierras agrícolas marginales.